# Лебедев, Николай Николаевич (химик)
Николай Николаевич Лебедев (24 ноября 1917, Камышлов, Пермская губерния — 18 декабря 1989, Москва) — советский химик, профессор Московского химико-технологического института им. Д. И. Менделеева, лауреат Государственной премии СССР (1986), заместитель директора (проректор) по научной работе МХТИ (1954—1964), заведующий кафедрой основного органического и нефтехимического синтеза (1961-1989), доктор химических наук (1957).

## Биография
Николай Николаевич Лебедев родился 24 ноября 1917 года в семье экономистов в городе Камышлове Камышловского уезда Пермской губернии, ныне город областного подчинения Свердловской области.
Учился в городах: Шадринске (ныне в Курганской области), Свердловске (ныне Екатеринбург), Алма-Ате; окончил девятилетнюю школу в Москве.
В 1935—1936 годах работал лаборантом в Институте механической обработки древесины (Химки Московской области).
В 1941 году с отличием окончил кафедру № 3 специального (№ 138) факультета Московского химико-технологического института имени Д. И. Менделеева (МХТИ).
В августе 1941 года был призван Рабоче-крестьянскую Красную Армию. Служил в запасном артиллерийском полку, базировавшемся в Коломне Московской области, но был демобилизован и снят с воинского учёта по состоянию здоровья.
С ноября 1941 года работал научным сотрудником лаборатории витаминов Московского областного туберкулезного института.
В 1943 году поступил в аспирантуру на кафедру химии и технологии органического синтеза МХТИ, которой заведовал Василий Владимирович Коршак, который в возрасте 29 лет в 1938 году стал заведующим кафедрой №3 после ареста П.Г.Сергеева – ученика А.Е.Чичибабина. В.В. Коршак переключился впоследствии на исследования в области химии и технологии полимеров, в которой достиг выдающихся результатов и был избран академиком АН СССР.
Дальнейшая жизнь и деятельность Н.Н. Лебедева связаны с МХТИ. В 1946 году защитил диссертацию на соискание ученой степени кандидата химических наук. Работал ассистентом, а с 1953 года - доцентом кафедры химии и технологии органических соединений.
В 1953—1955 годах был деканом специального (№ 138) факультета.
В 1954—1964 годах работал проректором по научной работе.
В 1957 году на Ученом совете Ленинградского технологического института им. Ленсовета защитил докторскую диссертацию «Исследование вопросов кинетики и реакционной способности при алкилировании ароматических соединений в присутствии хлористого алюминия». В 1958 году утверждён в звании профессора.
С 1961 года и до конца жизни Николай Николаевич Лебедев заведовал кафедрой химической технологии основного органического и нефтехимического синтеза.
Член КПСС; член парткома Московского химико-технологического института имени Д.И. Менделеева.
Внес большой вклад в координацию научных исследований в институте и укрепление связи вузовской науки с производством.
Николай Николаевич Лебедев умер 18 декабря 1989 года в городе Москве. Похоронен на Ваганьковском кладбище, ныне в муниципальном округе Пресненский Центрального административного округа города Москвы.

## Научная деятельность
Специалист в области основного органического и нефтехимического синтеза, основатель научной школы исследования и количественного описания технологических процессов основного органического синтеза и создания новых производств на базе количественного описания механизма протекающих процессов.
В кандидатской диссертацией, Н.Н. Лебедев обратился к исследованиям в новом для химии направлении, которое впоследствии сформировалось как «Физическая органическая химия». Одним из первых в стране он начал широко использовать количественные физико-химические закономерности для установления механизма химических реакций, поиска новых каталитических систем и установления механизма действия катализаторов. Провел фундаментальные изыскания в области кинетики, механизма и реакционной способности алкилароматических соединений в реакциях алкилирования при катализе хлористым алюминием. Эта работа одной из первых в мировой практике показала плодотворность количественного подхода к описанию органических реакций и установлению их механизма.
Под его руководством созданы новые ресурсо- и энергосберегающие технологии совместного производства оксида пропилена и стирола, совместного дегидрирования этил- и изопропилбензола, производства феноксиэтанола, производных тетракарбоновых кислот, которые были реализованы в промышленном масштабе на «Нижнекамскнефтехиме», новочебоксарском «Химпроме», заводе «Синтезспирт» Куйбышевского совнархоза (гор. Новокуйбышевск) и других заводах.
Автор более 180 научных статей, 30 авторских свидетельств.

## Педагогическая деятельность
История научно-педагогической школы Н.Н. Лебедева началась с создания в конце 1950-х годов большой и активно работающей научно-исследовательской группы, перед которой была поставлена задача исследования кинетики и других физико-химических закономерностей различных, имеющих промышленное значение органических реакций. Целью изысканий была разработка математических моделей химических реакторов для последующей оптимизации их конструкции и режима работы. Такой подход к исследованиям стал характерной особенностью научной школы Н.Н. Лебедева. Он оказался плодотворным и привел к успешным результатам при разработке и совершенствовании многих процессов промышленного органического синтеза и смежных с ним отраслей: нефте- и газопереработки, нефтехимического синтеза, биотехнологии и других. Все эти результаты были получены как при непосредственном участии Н.Н. Лебедева, так и под руководством его многочисленных учеников. Научно-педагогическая школа Н.Н. Лебедева оказала огромное влияние на постановку учебного процесса в химико-технологических вузах. Развиваемый ученым подход к анализу промышленных процессов отражен им в учебнике "Химия и технология основного органического и нефтехимического синтеза", выдержавшем четыре издания и переведенном на английский, арабский и словацкий языки.
По предложению Н.Н. Лебедева, в учебные планы была введена новая дисциплина — "Теория технологических процессов", задачей которой стало систематическое изложение количественных физико-химических закономерностей реакций с целью выработки научно обоснованного подхода к описанию и моделированию химико-технологических процессов. Вместе с М.Н. Манаковым и В.Ф. Швецом он написал первый учебник по этой дисциплине — «Теория технологических процессов основного органического и нефтехимического синтеза».
Эта книга отразила полученные школой Лебедева результаты исследования и разработки новых процессов органического синтеза. Н.Н. Лебедев принимал активное участие в модернизации и фундаментализации учебных планов подготовки инженеров химиков-технологов; он внес большой вклад в создание новых индивидуальных учебных планов МХТИ. «Лебедевские» учебные планы, заложенные в них идеи и решения послужили основой для разработки типовых учебных планов для химико-технологических специальностей и до сих пор во многом определяют стратегию учебно-методической работы в РХТУ.

## Награды и звания, премии
- Государственная премия СССР, 1986 год, за 3-е издание учебника «Химия и технология основного органического и нефтехимического синтеза».
- Заслуженный деятель науки и техники РСФСР
- Медаль «За трудовую доблесть», 1954 год
- Медаль «В память 800-летия Москвы», 1947 год[5][6]

## Увлечения
Кандидат в мастера спорта СССР по шахматам. В начале 1950-х — 1960-х годах был лидером шахматистов института, капитаном сборной, которая считалась одной из сильнейших среди команд вузов Москвы.